# Serious Sam 3
A Serious Sam 3 (vagy Serious Sam 3: BFE) egy 2011-es akciójáték, amelyet a Croteam fejlesztett. 2011. november 22.-én adták ki Microsoft Windows platformra. Később Xboxra, Linux operációs rendszerre, PlayStation 3-ra és Android operációs rendszerre is megjelent a játék. A cselekmény a 22. századi Egyiptomban játszódik, a legelső játék eseményei előtt. Mint a franchise többi részében, itt is ellenségekkel kell megküzdenünk a nyitott térben (open world). Fegyverek tárházából válogathatunk, többek között minigunt vagy rakéta-kilövőt használhatunk. További változások a sprintelés bevezetése, valamint az élet begyűjtése külön-külön (mint például a Grand Theft Auto sorozatban). A játék magyar bemutatója ismeretlen. Letölthető bővítmények is készültek. Ez a rész is sikeres volt, aminek hatására további folytatások készültek. A vélemények többségében pozitívak voltak, az Eurogamer 10-ből 7 pontra ítélte a játékot, míg a Destructoid 8.5 ponttal jutalmazta.